# Еринги
Еринги (Pleurotus eryngii, Quél. 1872) — гриби з родини плевротових — Pleurotaceae.

## Будова
Шапка 4-8 см у діаметрі, достатньо м'ясиста. Пластинки вузькі, низько спускаються на ніжку, білувато-рожеві. Ніжка до 4 см висотою та 2 см в діаметрі.

## Поширення та середовище існування
У природі гриб росте на території Середземномор'я, Північної Африки, Передньої Азії, Індії.

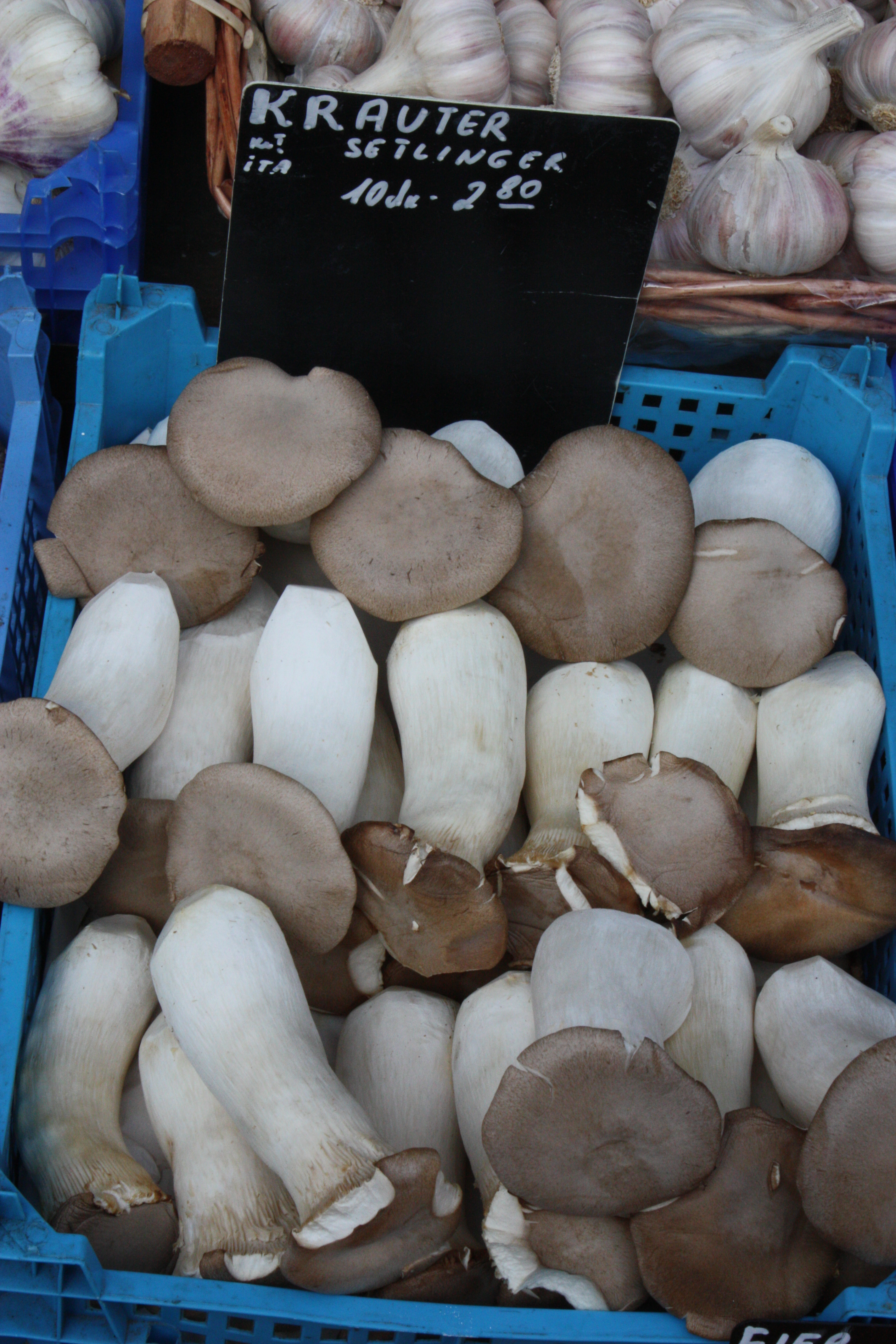
Ерінги

## Практичне використання
Їстівний гриб, який вирощують у промислових масштабах в Азії. М'ясисте плодове тіло має солодкуватий присмак. В англійській мові має назву королівська глива (King Oyster Mushroom).